# ساشا بابيتش
ساشا بابيتش هو لاعب كرة قدم كرواتي، ولد في 4 أغسطس 1989 في كرواتيا. شارك مع منتخب كرواتيا لكرة الصالات.

## وصلات خارجية
- ساشا بابيتش على موقع الاتحاد الأوربي (الإنجليزية)
- ساشا بابيتش على موقع اتحاد كرواتيا (الكرواتية)